# HŠK Tomislav Zagreb
Hrvatski športski klub Tomislav Zagreb bio je hrvatski nogometni klub iz Zagreba.
Osnovan je 1929. Godine 1932. zvao se ŠK Tomislav te su klupske boje bile crvena i plava.
Tomislav se tijekom listopada 1940. spaja s Derbyjem u Trnjanski športski klub Derby. Klub prestaje djelovati tijekom ljeta 1941., za vrijeme NDH, kada se ujedinjuje s Trnjem.